# 小洞精岛
28°08′07″N 121°29′12″E / 28.13525°N 121.48680°E
小洞精岛，是中华人民共和国浙江省台州市玉环市鸡山乡辖下的一个岛屿。

## 特点
小洞精岛位于大洞精岛的北侧。岛南北两侧，有贯穿岩体的海蚀拱桥及海蚀窗。